# 卡尔斯库加
卡尔斯库加（瑞典語：Karlskoga）是瑞典厄勒布鲁省卡尔斯库加市镇的城区，市政府所在地。
卡尔斯库加于1586年开始设立教区，名称来源于卡尔九世国王，意思是“卡尔的森林”。从17世纪就有14个小炼铁厂，其中最大的企业是波佛斯公司，在1871年，它的年产量就已经达到6 124吨。1940年，卡尔斯库加及其周边地区取得了城市地位。

## 友好城市
- 義大利圣雷莫